# Brimstone (soundtrack)
Brimstone is de op 6 januari 2017 verschenen originele soundtrack van de gelijknamige speelfilm. De filmmuziek werd gecomponeerd door Tom Holkenborg, beter bekend als Junkie XL en uitgebracht door Milan Records.
Filmregisseur Martin Koolhoven sprak in 2010 voor het eerst met Holkenborg over een western. Ongeveer vier jaar later kreeg Holkenborg het script in handen, maar Koolhoven had toen zijn oog op Howard Shore laten vallen, met wie samenwerking echter niet tot stand kwam. De derde ontmoeting kwam mede door de film Black Mass die het enthousiasme bij Koolhoven had doen oplaaien. Op 23 november 2015 werd officieel aangekondigd dat Holkenborg de originele filmmuziek zou gaan componeren. Inspiratie voor zijn soundtrack bij de horrorwestern haalde Holkenborg voornamelijk uit de Passacaglia in c-mineur van Johann Sebastian Bach, muziek waar zijn moeder graag naar luisterde toen hij opgroeide. Holkenborg wilde het thema ooit nog een keer gebruiken voor filmmuziek. De muziek werd in Brussel opgenomen door een orkest onder leiding van Gavin Greenaway.

## Nummers
1. Brimstone (3:39)
2. The Reverend (3:37)
3. The Birth (1:39)
4. She Belongs in Hell (3:33)
5. I Am Here to Punish You (2:38)
6. Revelation (6:45)
7. Rules Are Rules (4:09)
8. I'm a Father (1:45)
9. I Will Kill Frank (1:19)
10. Exodus (7:49)
11. For the Love of God (5:22)
12. Sanctus (2:01)
13. Two Strangers (1:32)
14. God Has Other Plans (2:22)
15. Scold's Bride (3:19)
16. God Has Forgiven Me (3:21)
17. Genesis (3:26)
18. Abide (3:12)
19. Fog (3:10)
20. Ravening Wolves (3:22)
21. Retribution (5:18)
22. Watching Over Me (8:15)
23. Liz (2:26)